# Lewis Morris (poet)

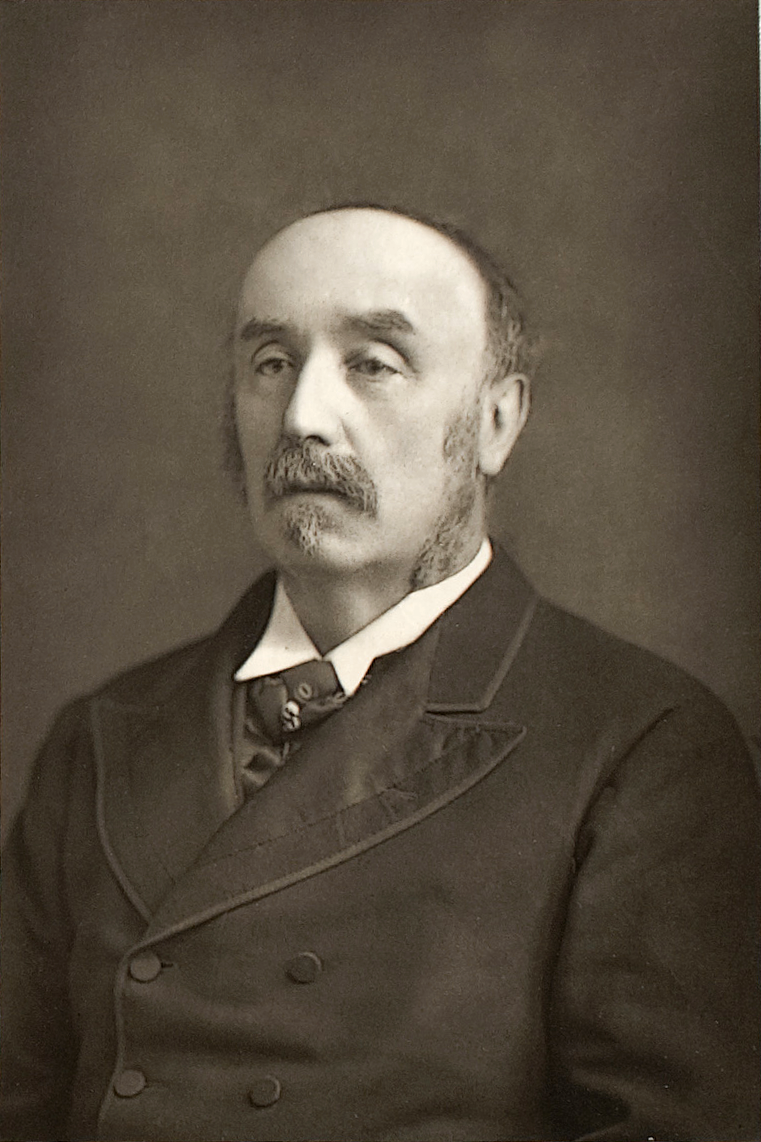
Lewis Morris.

Lewis Morris, född den 23 januari 1833 i södra Wales, död den 12 november 1907, var en walesisk skald.
Morris blev 1858 master of arts i Oxford, 1861 advokat, 1879 hederssekreterare vid University College for South Wales och 1880 medlem av läroverkskommittén för Wales. År 1895 blev han adlad (knight). Han deltog livligt i föreningarna för kymriska språkets vård. 
Morris utgav Songs of two worlds (3 band, 1871–1875), The epic of Hades (3 böcker, 1876–1877), Gwen (1880), Songs unsung (1883), Gycia (1886), A vision of saints (1890), Idylls and lyrics (1896) och The new rambler (1906). Morris diktning var en Tennysons närstående, reflekterande religiös lyrik.